# Leptotarsus (Macromastix) albipedis
Leptotarsus (Macromastix) albipedis is een tweevleugelige uit de familie langpootmuggen (Tipulidae). De soort komt voor in het Australaziatisch gebied.